# 윤토왕
윤토왕은 대한민국의 배우이다.

## 영화
- 2019년 《나쁜 녀석들: 더 무비》 ... 보스급 조폭 2 역